# Adam Warszycki
Adam Warszycki herbu Abdank (ur. ?, zm. 1656) – podkomorzy mielnicki w latach 1647–1656, dworzanin królewski.
Syn podkomorzego sieradzkiego Andrzeja. Studiował na Uniwersytecie w Ingolstadt w 1620 roku.